# Скачващ модул (Мир)
Скачващият модул (на английски: Mir Docking Module)е шестият модул, скачен за станцията „Мир“. Изстрелян е в орбита с помощта на совалката „Атлантис“ на 12 ноември 1995 г. по време на мисията STS-74. Модулът, заедно със совалката се скачват за станцията на 15 ноември.

## Сведения
- Дължина: 5 м
- Диаметър: 2.9 м
- Маса: 4,090 кг

## Описание
Скачващият модул е разработен, за да опрости скачването на совалките със станцията, по програмата Мир-Шатъл. Модулът има два скачващи агрегата – модернизираните АПАС-89. АПАС №3 – за скачване с модула Кристал, и АПАС №2 за скачване с АПАС №1 на совалката Спейс Шатъл. Модулът разполагал също така със собствен термичен контрол, телевизионен предавател и телеметрична система.

## Галерия
- Модулът в товарния отсек на „Атлантис“ се пдготвя за скачване с „Мир“.
- Станцията „Мир“ със скачени всички модули. Скачващият модул е отгоре.
- Системата за скачване „АПАС-89“.